# Сибирская икона

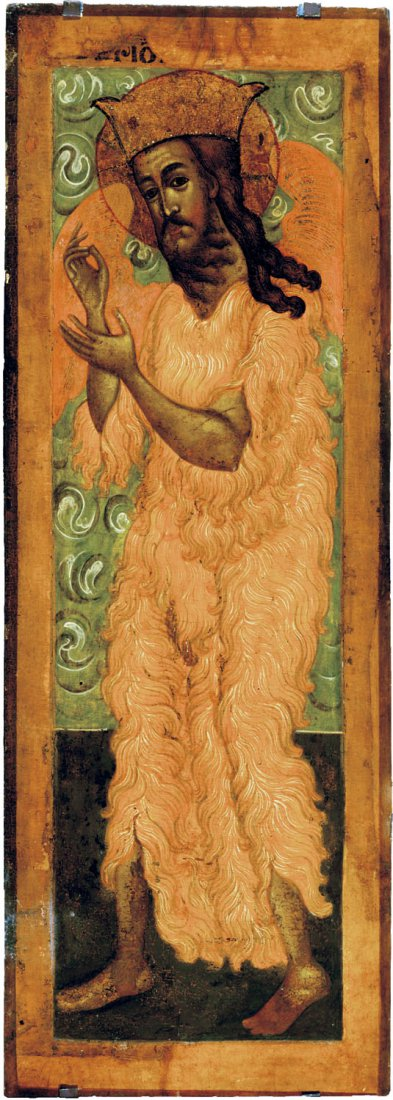
Иоанн Предтеча (Иркутск, вторая половина XVII века)

Сиби́рская ико́на — икона, происходящая из сибирских иконописных центров. По мнению Д. А. Ровинского, является продолжением строгановской иконописной школы.

## История сибирской иконописи
Начало сибирского иконописания относится к 1620-м годам. Поскольку на формировавшиеся иконописные традиции Сибири оказали влияние как особенности различных иконописных школ европейской части России, так и киевские барочные традиции, каноны северного и южного старообрядческого письма, то единая иконописная школа в Сибири не существовала.
Первым сибирским иконописным центром стал Тобольск, который в 1620 году стал центром новообразованной Сибирской епархии. Первый митрополит Сибирский и Тобольский Киприан (Старорусенников) привёз с собой в свою новую епархию двух иконописцев. При митрополите Киприане был создан четырёхрядный иконостас Софийского кафедрального собора, в котором наряду с иконами, привезёнными из европейской части России, Деисус, праздники, пророки и праотцы были написаны на месте. Первая точно датированная сибирская икона — Знамение Пресвятой Богородицы была написана в 1624 году для тюменской церкви иконописцем из Великого Устюга Спиридоном Иконниковым.

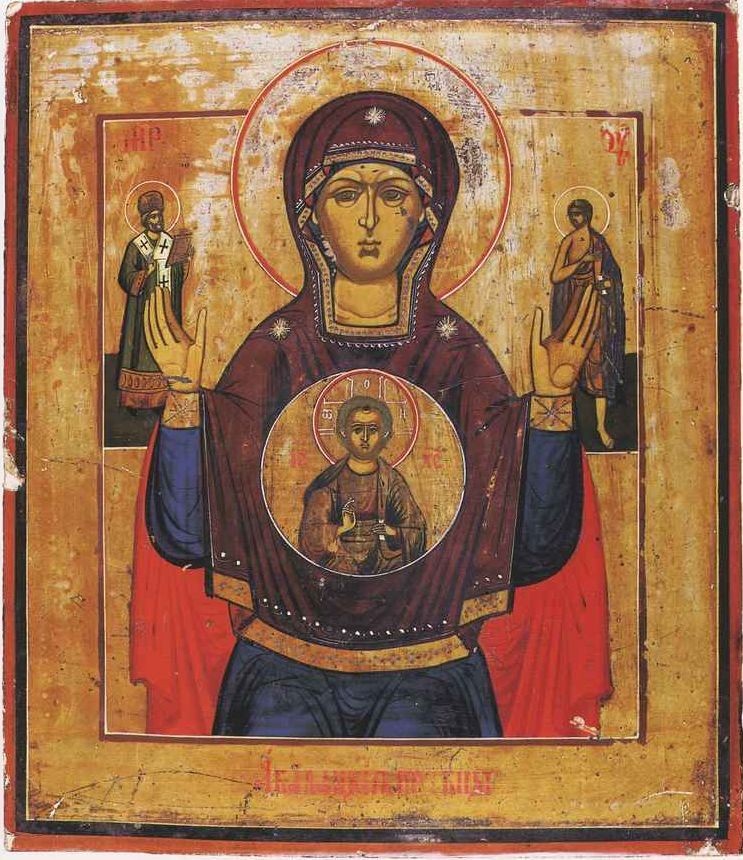
Абалакская икона (список XIX века)

В 1637 году на основе видения крестьянской вдовы Марии из села Абалак протодиакон Матфей Мартынов написал икону Божией Матери в иконографии «Знамение» с приписными святыми Николаем Чудотворцем и Марией Египетской (т. н. «Абалакская икона»), которая прославилась как чудотворная и стала сибирским палладиумом. Первообраз Абалакской иконы был утрачен в 1930-е годы после закрытия Абалацкого Знаменского монастыря, но сохранились его многочисленные списки.
Дозорная книга 1624 года и перепись 1624—1625 годов сообщают о проживании в Тобольске четырёх иконописцев. В середине XVII века Тобольский архиерейский дом уже имел школу, в которой, получая жалование, работали два учителя иконописания. Доминирующая роль тобольской иконописной школы в сибирской иконописи сохранялась более ста лет до середины XVIII века. Протоиерей и историк сибирской старины А. И. Сулоцкий отмечал, что «по примеру архиерейского дома и монастыри Тобольской епархии, по крайней мере некоторые в прежние времена имели своих иконописцев или из своих вотчинных крестьян и монастырских служек, или из своих послушников и монашествующих». Занимались иконописанием и сами сибирские архиереи, например архиепископ Сибирский и Тобольский Герасим (Кремлёв).

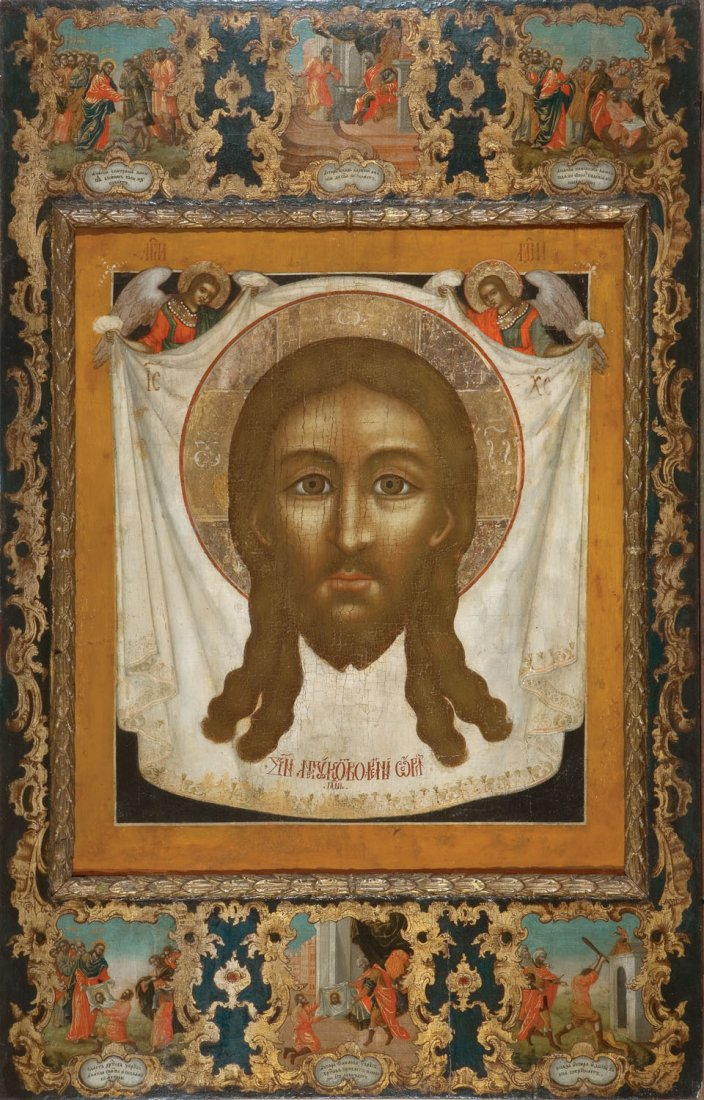
Спас Нерукотворный (средник 1-я половина XVII века, барочные клейма рамы — 2-я половина XVIII века)

В начале XVIII века на Сибирскую митрополию стали назначаться архиереи выпускники Киевской духовной академии и вместе с ними в сибирскую иконопись проникли южно-русские и украинские влияния и началось утверждение барочных форм. При Филофее (Лещинском) иконостас Софийского собора Тобольска был заменён на новый, и, по утверждению А. И. Сулоцкого, в качестве его храмовой иконы Софии Премудрости Божией был помещён список с аналогичного образа киевского Софийского собора.
Традиции западного (фряжского) письма проникли в сибирскую иконопись через иконописную школу Демидовых при Нижнетагильском заводе. С середины XVIII века стала распространяться живопись на холсте. Характерным примером фряжской живописи в сибирской иконописи является образ Благовещения, написанный для тобольского Покровского собора. При этом в сибирской иконописи строгановское и барочное письмо существовали параллельно, создавая порой свой синтез.
Первая половина XVIII века ознаменовалась постройкой в Сибири огромного количества новых церквей для которых требовались иконы. Это привело к расцвету сибирского иконописания. Однако после секуляризации церковных земель в 1764 году Тобольский архиерейский дом лишился многих мастеров, что привело к потере профессионального уровня оставшихся. Одновременно рост крестьянского населения обусловил потребность в иконах, ориентированных на народный вкус.

## Народная икона Сибири

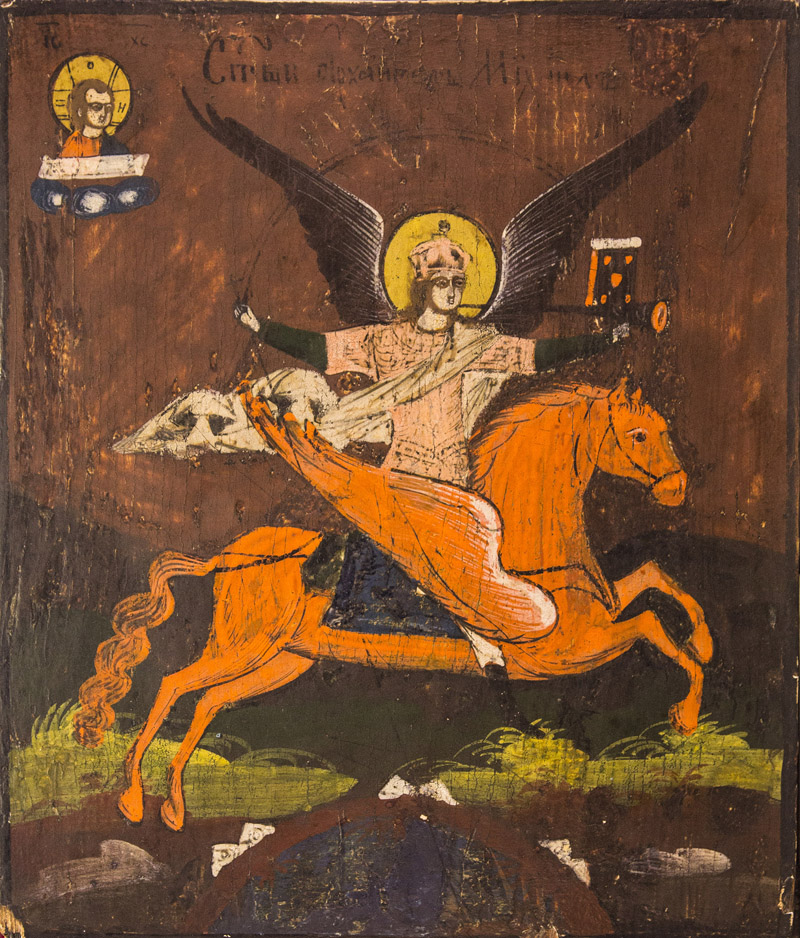
Архангел Михаил (сузунская икона, 2-я половина XIX века, мастер И. В. Крестьяников)

Несмотря на все попытки священноначалия установить должный контроль над иконописанием в Сибири, на её огромных территориях возникли разнообразные по технике и сюжетам, так называемые иконы «краснушки», «чернушки», полосатые, щепные. Их происхождение связано с нижегородскими, костромскими, ярославскими и вятскими иконописцами. Исследователями выявлено около десяти центров сибирского народного иконописания. Среди них Сузун и Колывань (Новосибирская область), Притюменье, Рудный Алтай (ныне Казахстан), Иркутская область, Забайкалье, окрестности Енисейска.
Народная икона имела массовое производство, в результате чего максимально упрощались технологические процессы: отсутствует ковчег, паволока заменяется на бумажную или полностью отсутствует, исчезают многофигурные композиции, упрощается прорисовка фигур, но при этом сохраняется каноническая схема изображения, что позволяет узнавать изображённого святого. Эти иконы, написанные непрофессионалами, отличает лубочный подбор цветов, их яркость, а также наивность и непосредственность.
Особо среди сибирских народных икон выделяют домовые крестьянские иконы написанные на лубе под оклад в 2-3 краски. Особо характерно изготовление подобных икон было для Тоболского района.

## Стилистические характеристики сибирских икон
В качестве особенности письма сибирских икон XVII века Д. А. Ровинский отмечает, что «лица в них и даже целые фигуры от толстых слоёв красок, наложенных одна на другую, а также и от особенного способа выглаживать левкас на свет, — выступают вперёд, в виде полурельефов». По мнению А. И. Сулоцкого, это объясняется ориентацией мастеров на простых людей с неразвитым вкусом. По другой версии, подобные полурельефные изображения на иконах обусловлены миссионерскими целями среди коренных народов, у которых изображения богов были объёмными. Тенденция к подобным изображениям проявилась и в том, что на даже не имеющих рельефных изображений сибирских иконах переходы от светлых выпуклых частей фигур или предметов к затенённым выражены резче, чем это было принято в русском иконописном каноне с его плавным многослойным охрением.
Другой своеобразной чертой некоторых сибирских икон является ориентация на местный этнический тип населения — на иконах присутствует миндалевидный восточный разрез глаз, а у мужских ликов — вислые татарские усы.

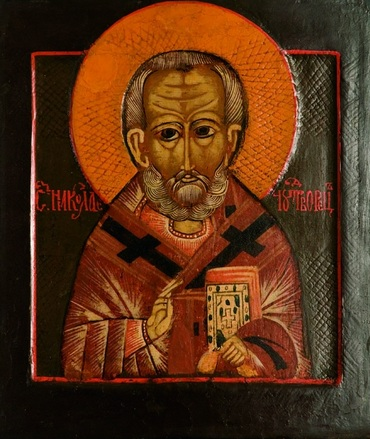
Святой Николай (Западная Сибирь, XVII век, полурельефное изображение)
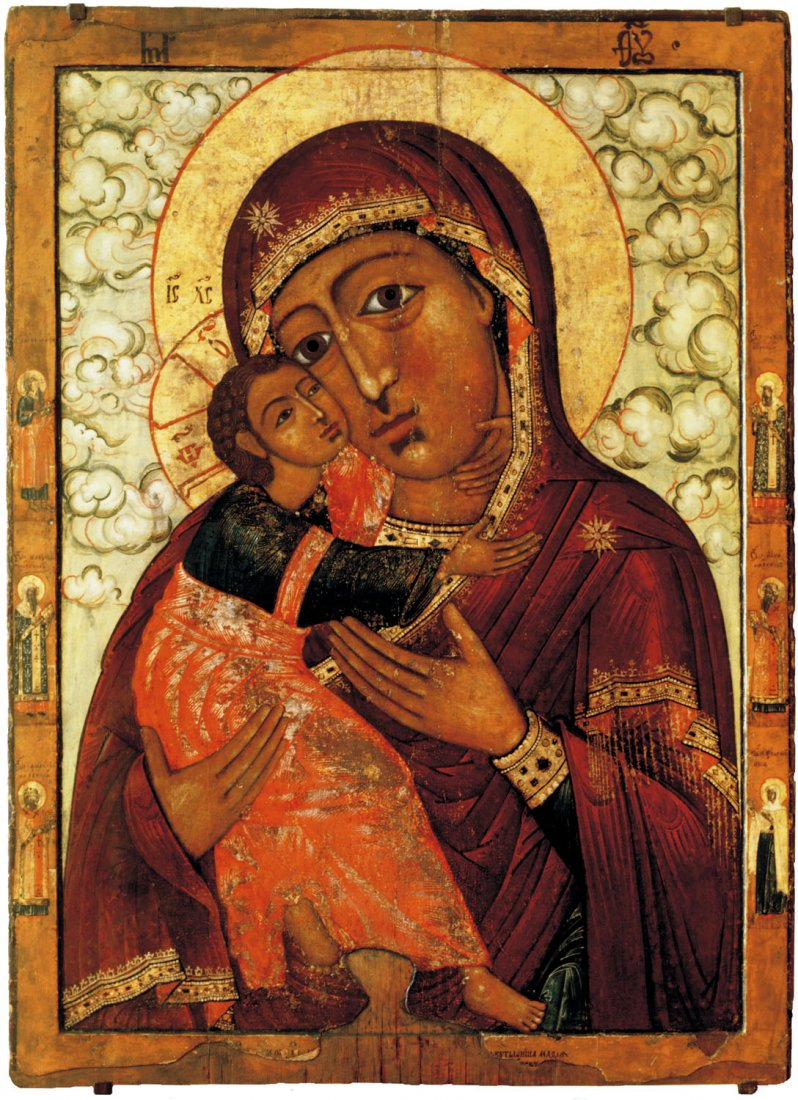
Владимирская икона Божией Матери (Иркутск, XVII век)
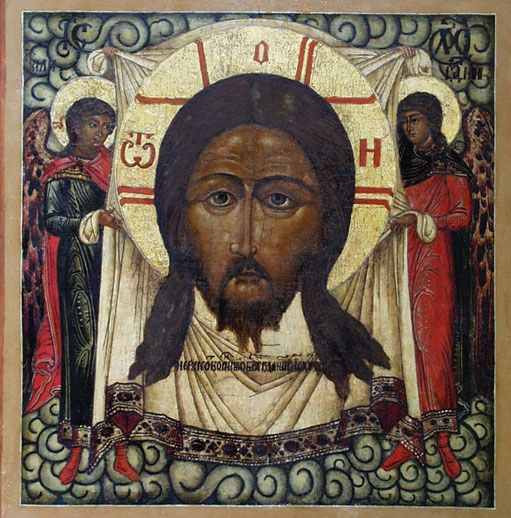
Спас Нерукотворный (Западная Сибирь, к. XVIII — н. XIX вв.)

## Музейные собрания сибирских икон
- Тобольский историко-архитектурный музей-заповедник
- Новосибирский государственный художественный музей[11]
- Сузунский краеведческий музей[12]
- Тюменский музей изобразительных искусств[13]
- Иркутский областной художественный музей[14]